# Nati nel 1404
| Questa pagina contiene informazioni ricavate automaticamente dalle voci biografiche con l'ausilio del template Bio e di un bot. L'aggiornamento è periodico e automatico e ricostruisce completamente la pagina. Se manca una persona in questa lista, sei pregato di non aggiungerla, ma accertati piuttosto che la sua voce biografica contenga il template Bio e che i dati anagrafici siano correttamente compilati. Se il template Bio manca, inseriscilo tu stesso o, in alternativa, metti l'avviso {{tmp\|Bio}} che ne segnala la mancanza. Se i dati riportati sono sbagliati, correggi direttamente la voce biografica; le modifiche saranno visibili in questa lista entro pochi giorni. Per chiarimenti vedi il progetto biografie. La lista contiene solo le 18 persone che sono citate nell'enciclopedia e per le quali è stato implementato correttamente il template Bio. Pagina aggiornata al 10 ago 2025. |

- 14 febbraio - Leon Battista Alberti, architetto, scrittore e matematico italiano († 1472)
- 16 giugno - Murad II, sultano ottomano († 1451)
- 6 luglio - Yamana Sōzen, militare giapponese († 1473)
- 25 luglio - Filippo di Brabante, conte († 1430)
- 30 settembre - Anna di Borgogna, nobile francese († 1432)
- 14 ottobre - Maria d'Angiò, regina francese († 1463)
- John Beaufort, I duca di Somerset, militare inglese († 1444)
- Burchiello, poeta italiano († 1449)
- Angelo da Castro, giurista italiano († 1485)
- Alice Chaucer, nobile inglese († 1475)
- Maria Comnena, imperatrice bizantina († 1439)
- Salvatore Cubello, nobile italiano († 1470)
- Fra Domenico di Giovanni, teologo e religioso italiano († 1483)
- Parisina Malatesta, marchesa italiana († 1425)
- Gabriele Orsini del Balzo, nobile e generale italiano († 1453)
- Hynek Ptáček di Pirkštejn, nobile e politico boemo († 1444)
- Rodrigo Sánchez de Arévalo, vescovo cattolico spagnolo († 1470)
- Stefano Vukčić Kosača, nobile bosniaco († 1466)